# Johann (Baden-Hachberg)
Johann von Baden-Hachberg († 1409) war von 1386 bis 1409 zusammen mit seinem Bruder Hesso Markgraf von Hachberg und Herr zu Höhingen.
Johann (auch Hans genannt) wurde als Sohn des Heinrich IV. und der Anna von Üsenberg geboren.
Nach dem Tod seines Bruders Otto 1386 in der Schlacht bei Sempach teilten sich sein Bruder Hesso und er die Herrschaft. Johann erhielt die Hälfte der Hochburg, das Dorf Bahlingen am Kaiserstuhl und Ausgleichszahlungen.